# Umbrina
Umbrina – rodzaj ryb okoniokształtnych z rodziny kulbinowatych (Sciaenidae).

## Klasyfikacja
Gatunki zaliczane do tego rodzaju:
| - Umbrina analis - Umbrina broussonnetii - Umbrina bussingi - Umbrina canariensis – drum kanaryjski - Umbrina canosai – umbryna argentyńska, drum argentyński - Umbrina cirrosa – umbryna iberyjska, umbryna, drum iberyjski - Umbrina coroides – umbryna piaskowa, drum piaskowy - Umbrina dorsalis | - Umbrina galapagorum - Umbrina imberbis - Umbrina milliae - Umbrina reedi - Umbrina robinsoni - Umbrina roncador - Umbrina ronchus – umbryna marokańska - Umbrina steindachneri - Umbrina wintersteeni - Umbrina xanti |

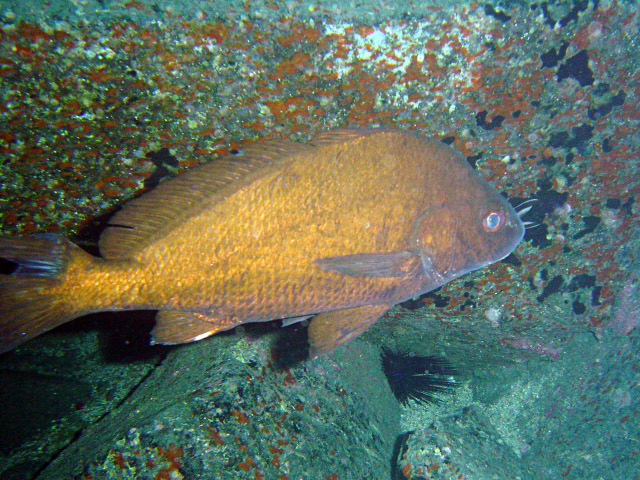
Umbrina canariensis
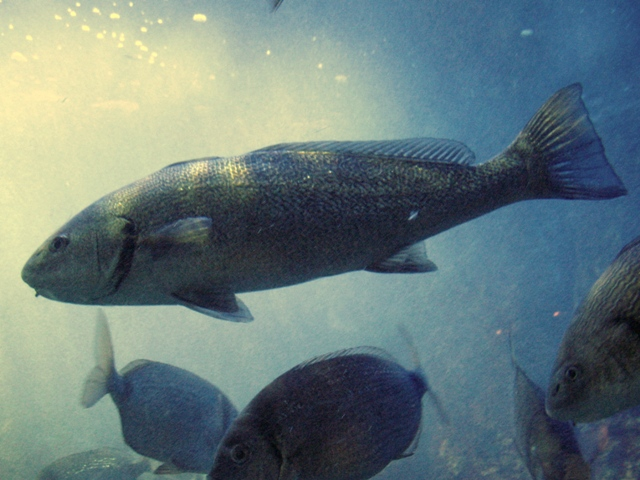
Umbrina cirrosa